# تشاك غراهام
تشاك غراهام (بالإنجليزية: Chuck Graham)‏ هو سياسي أمريكي، ولد في 24 فبراير 1965. انتخب عضو مجلس ولاية ميزوري وانتخب عضو مجلس نواب ولاية ميسوري.